# Dichlobénil
Le dichlobénil ou 2,6-dichlorobenzonitrile (DCBN) est un composé organique de formule C6H3Cl2CN. C'est un solide blanc soluble dans les solvants organiques. Il est largement utilisé comme herbicide. 